# Prionolejeunea fabroniifolia
Prionolejeunea fabroniifolia là một loài Rêu trong họ Lejeuneaceae. Loài này được (Spruce) Schiffner miêu tả khoa học đầu tiên năm 1893.